# Ectabola
Ectabola is een geslacht van vlinders van de familie echte motten (Tineidae), uit de onderfamilie Perissomasticinae.

## Soorten
- E. deviata (Gozmány, 1966)
- E. extans Gozmány, 1976
- E. fuscopilleata Bland, 1975
- E. laxata (Gozmány, 1967)
- E. perversa (Gozmány, 1967)
- E. phaeocephala (Meyrick, 1918)
- E. protracta Gozmány, 1966
- E. pygmina (Gozmány, 1965)